# Giromitrina
Giromitrina é uma toxina e um carcinógeno presente em várias espécies do género fúngico Gyromitra, mais notavelmente  em G. esculenta. É instável e facilmente hidrolisada no composto tóxico monometilidrazina, um componente de alguns combustíveis de foguetes. A monometilidrazina atua sobre o sistema nervoso central e interfere com o uso e função normais da vitamina B6. A intoxicação resulta em náuseas, cólicas e diarreia, enquanto que a intoxicação grave pode resultar em convulsões, icterícia, ou mesmo coma e morte. Está demonstrado que a monometilidrazina é carcinogénica em pequenos mamíferos.

## História
Os envenenamentos relacionados com a ingestão de Gyromitra esculenta, um cogumelo muito apreciado consumido sobretudo na Finlândia e por algumas pessoas em partes da Europa e América do Norte, estão documentados desde há pelo menos cem anos. Os peritos especulavam que a reação era sobretudo alérgica e específica do consumidor, ou um erro de identificação, e não devida à toxicidade inata do fungo, devido à grande variedade de sintomas observados. Algumas pessoas sofriam gravemente ou pereciam enquanto outras não exibiam quaisquer sintomas após ingerirem quantidades semelhantes de cogumelos do mesmo prato. Outras pessoas eram envenenadas após ingerirem Gyromitra esculenta durante anos sem quaisquer efeitos nefastos. Em 1885, Böhm e Külz descreveram o ácido helvélico, uma substância oleosa que acreditavam ser a responsável pela toxicidade do fungo. A identidade dos constituintes tóxicos eludiu os investigadores até 1968, quando a acetaldeído N-metil-N-formilidrazona, mais conhecida como giromitrina, foi isolada pelos cientistas alemães List e Luft e chamada giromitrina. Cada quilograma do fungo fresco contém entre 1,2 e 1,6 gramas deste composto.

## Mecanismo de toxicidade

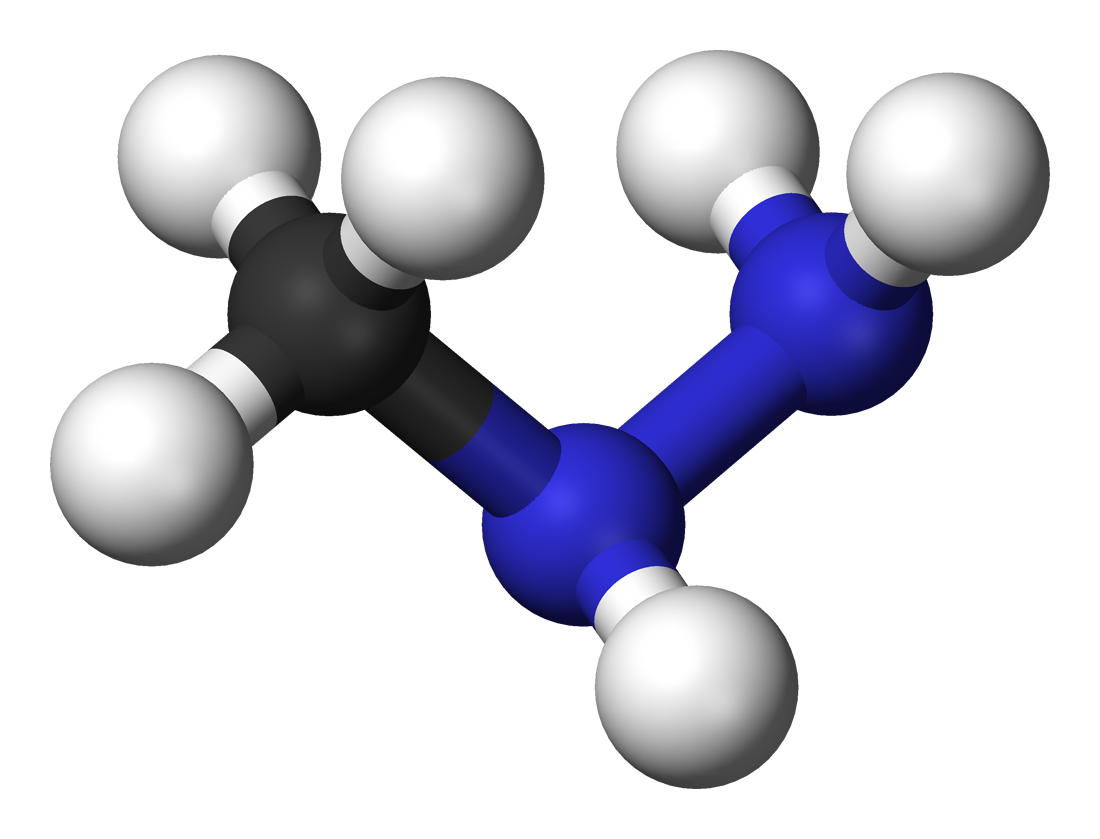
Monometilidrazina (CH_{3}N_{2}H_{3}), um metabolito tóxico

A giromitrina é um composto de hidrazina volátil solúvel em água hidrolisado pelo corpo humano em monometilidrazina. Outros derivados de N-metil-N-formilidrazona derivatives foram isolados nas pesquisas subsequentes, embora estejam presentes em quantidades menores. Estes outros compostos poderiam também produzir monometilidrazina quando hidrolisados, embora permaneça por esclarecer quanto cada um deles contribui para a toxicidade de Gyromitra esculenta.
As toxinas reagem com piridoxal-5-fosfato - a forma ativada da piridoxina - e formam uma hidrazona. Isto reduz a produção do neurotransmissor AGAB por via da diminuição da atividade da ácido glutâmico descarboxilase, produzindo os sintomas neurológicos. A monometilidrazina causa também tensão oxidante conduzindo a metemoglobinemia. Adicionalmente, durante o metabolismo da monometilidrazina, é produzida, N-metil-N-formilidrazina;  esta sofre metabolismo oxidante regulado pelo citocromo p450 o qual por meio de intermediários reativos de nitrosamida conduz à formação dos radicais de metilo que levam à necrose do fígado. A inibição da diamina oxidase (histaminase) aumenta os níveis de histamina resultando em dores de cabeça, náuseas, vómitos e dor abdominal. A administração de piridoxina a ratos envenenados com giromitrina inibiu as convulsões, mas não preveniu os danos hepáticos.
A toxicidade da giromitrina varia muito com a espécie animal testada. A dose letal mediana (LD50) é 244 mg/kg em ratos, 50–70 mg/kg em coelhos, e 30–50 mg/kg em humanos. A toxicidade é devida sobretudo à monometilidrazina que é criada; cerca de 35% da giromitrina ingerida é transformada em monometilidrazina. Baseado nesta conversão, estima-se que a LD50 da monometilidrazina em humanos seja 1.6–4.8 mg/kg em crianças, e 4.8–8 mg/kg em adultos.

## Ocorrência e remoção

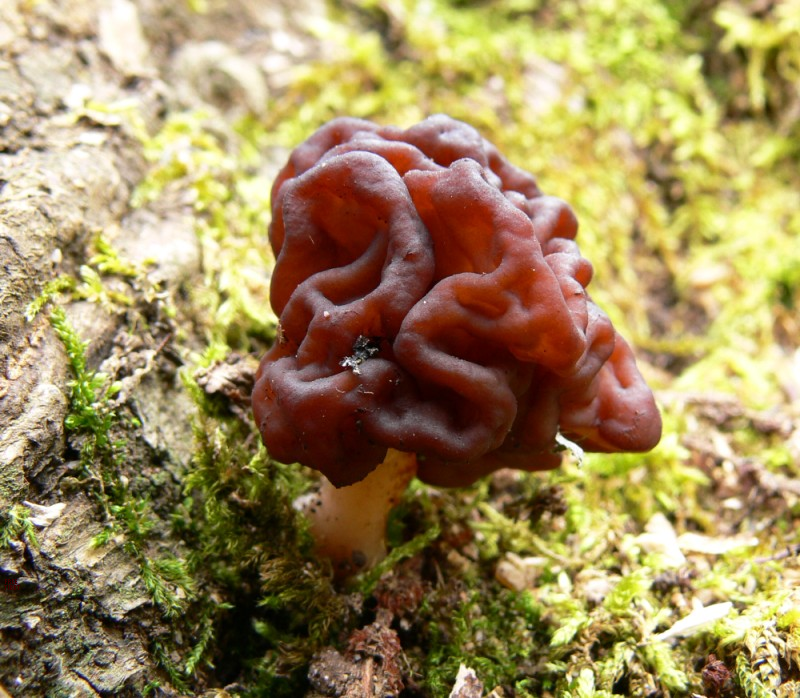
Gyromitra esculenta

Várias espécies de Gyromitra são tradicionalmente consideradas bons cogumelos comestíveis e podem ser dados vários passos para remover a giromitrina dos cogumelos antes do seu consumo. Na América do Norte, foi relatada a ocorrência da toxina nas espécies G. esculenta, G. gigas, e G. fastigiata. As espécies nas quais a sua ocorrência é suspeita, mas não provada, incluem G. californica, G. caroliniana, G. korfi, e G. sphaerospora, além de Disciotis venosa e Sarcosphaera coronaria. A possível presença da toxina torna estas espécies "suspeitas, perigosas ou não recomendadas para consumo".
O teor de giromitrina pode variar grandemente entre diferentes populações da mesma espécie. Por exemplo, G. esculenta colhido na Europa, é "quase uniformemente tóxico", comparado com relatos mais raros de toxicidade de espécimes colhidos nos Estados Unidos a oeste das Montanhas Rochosas. Em estudo de 1985 relata que os estipes de G. esculenta continham o dobro da giromitrina contida no chapéu, e que os cogumelos colhidos a altitudes mais elevadas continham menos toxina do que os colhidos em altitudes mais baixas.
Estima-se que o teor de giromitrina nestes cogumelos se situe entre 40 e 732 miligramas por quilograma de cogumelos. A giromitrina é um composto volátil e hidrossolúvel, e pode ser quase totalmente removida dos cogumelos cortando-os em pequenos pedaços e submetendo-os a fervuras repetidas em bastante água e sob boas condições de ventilação. Períodos prolongados de secagem ao ar também reduzem os teores da toxina. Nos Estados Unidos, ocorrem 30 a 100 casos de envenenamento por giromitrina que requerem atenção médica; a taxa de mortalidade destes casos em todo o mundo é cerca de 10%.

## Deteção
Os métodos inicialmente desenvolvidos para determinar a concentração de giromitrina no tecido dos cogumelos baseavam-se na cromatografia de camada delgada e espectrofluorometria ou a oxidação eletroquímica da hidrazina. Estes métodos requerem grandes quantidades de amostra, são trabalhosos e inespecíficos. Um estudo de 2006 informou sobre um método analítico baseado em cromatografia gasosa-espectrometria de massa com limiar de deteção da ordem das partes por bilhão. Este método, o qual envolve a hidrólise ácida da giromitrina seguida de derivação com cloreto de pentafluorobenzoíla, tem uma concentração detetável mínima equivalente a 0,3 microgramas de giromitrina por grama de matéria seca.

## Envenenamento

### Sintomas
Os sintomas de envenenamento são tipicamente gastrintestinais e neurológicos. Os sintomas ocorrem 6 a 12 horas após a ingestão, embora casos mais graves de envenenamento possam apresentar-se mais cedo - tão pouco como 2 horas após a ingestão. Os sintomas iniciais são gastrointestinais, com aparecimento súbito de náusea, vómito, e diarreia aquosa que pode ser sanguinolenta. Pode ocorrer desidratação se o vómito e a diarreia forem severos. Tonturas, letargia, vertigens, tremores, ataxia, nistagmo, e dores de cabeça surgem pouco depois; frequentemente ocorre febre, uma característica distintiva que não ocorre após envenenamento com outros tipos de cogumelos. Na maioria dos casos de envenenamento, os sintomas não progridem para lá destes sintomas iniciais, e os paciente recuperam após 2 a 6 dias de doença.
Em alguns casos pode existir uma fase assintomática a seguir aos sintomas iniciais e que é seguida por sintomas de toxicidade mais significativa incluindo danos renais, hepáticos, e disfunção neurológica incluindo convulsões e coma. Estes sinais desenvolvem-se geralmente em 1 a 3 dias nos casos sérios. O paciente desenvolve icterícia e o fígado e baço aumentam de tamanho, em alguns casos os níveis de glicemia aumentam (hiperglicemia) e em seguida baixam (hipoglicemia) e é observada toxicidade hepática. Adicionalmente, hemólise intravascular causa a destruição de glóbulos vermelhos resultando num aumento da hemoglobina livre e hemoglobinúria que pode conduzir a toxicidade renal ou falha renal. A metemoglobinemia pode também ocorrer em alguns casos, devido a níveis de metemoglobina no sangue mais altos do que o normal (a metemoglobina é uma forma de hemoglobina que não pode transportar oxigénio). Causa dificuldades respiratórias e cianose no paciente. Casos de envenenamento grave podem progredir para uma fase neurológica terminal, com delírio, fasciculações musculares e convulsões, e midríase progredindo para o coma, colapso circulatório, e paragem respiratória. A morte pode ocorrer cinco a sete dias após a ingestão.

### Tratamento
O tratamento é sobretudo de suporte; a descontaminação gástrica com carvão ativado pode ser benéfica se for procurada assistência médica até algumas horas após a ingestão. Contudo, muitas vezes os sintomas levam mais tempo a desenvolver-se, e os pacientes geralmente não buscam tratamento até muitas horas após a ingestão, limitando a sua eficácia. Pacientes com vómito ou diarreia severos podem ser reidratados com fluidos intravenosos. É feita a monitorização dos parâmetros bioquímicos como nível de metemoglobina, eletrólitos, funções renal e hepática, urinálise e hemograma, e quaisquer anomalias são corrigidas. Pode ser utilizada diálise se a função renal estiver diminuída ou se os rins estiverem a falhar. A ocorrência de hemólise pode requerer uma transfusão de sangue para substituir os eritrócitos perdidos, enquanto que a metemoglobinemia é tratada com azul de metileno intravenoso.
A piridoxina, também conhecida como vitamina B6, pode ser usada para contrariar a inibição da monometilidrazina sobre o passo dependente da piridoxina na síntese do neurotransmissor AGAB. Assim, a síntese de AGAB pode continuar e os sintomas são aliviados. No entanto, a piridoxina é apenas útil para os sintomas neurológicos e não diminui a toxicidade hepática, administrando-se com a dosagem de 25 mg/kg; pode ser repetidamente administrada até ser atingido o máximo total de 15 a 30 g/dia se os sintomas não melhorarem. São administradas benzodiazepinas para controlar as convulsões; como elas modulam também os receptores de AGAB elas podem potencialmente aumentar o efeito da piridoxina. Adicionalmente a monometilidrazina inibe a transformação química do ácido fólico na sua forma ativa, o ácido folínico; esta situação pode ser tratada com a administração de ácido folínico, entre 20 a 200 mg/dia.

### Carcinogenicidade
Foi demonstrado que a monometilidrazina, bem como os seus precursores metilformilidrazina e giromitrina bem como Gyromitra esculenta cru, são carcinogénicos em animais. Embora não se tenha observado que Gyromitra esculenta causa cancro em humanos, é possível que haja um risco carcinogénico para as pessoas que ingerem estes cogumelos. As toxinas podem ter efeitos cumulativos e mesmo pequenas quantidades poderão ter um efeito carcinogénico. Foram isoladas a partir de Gyromitra esculenta pelo menos 11 hidrazinas, e não se sabe se os potenciais carcinógenos podem ser completamente removidos pela escalda.